# Ondřej Liška

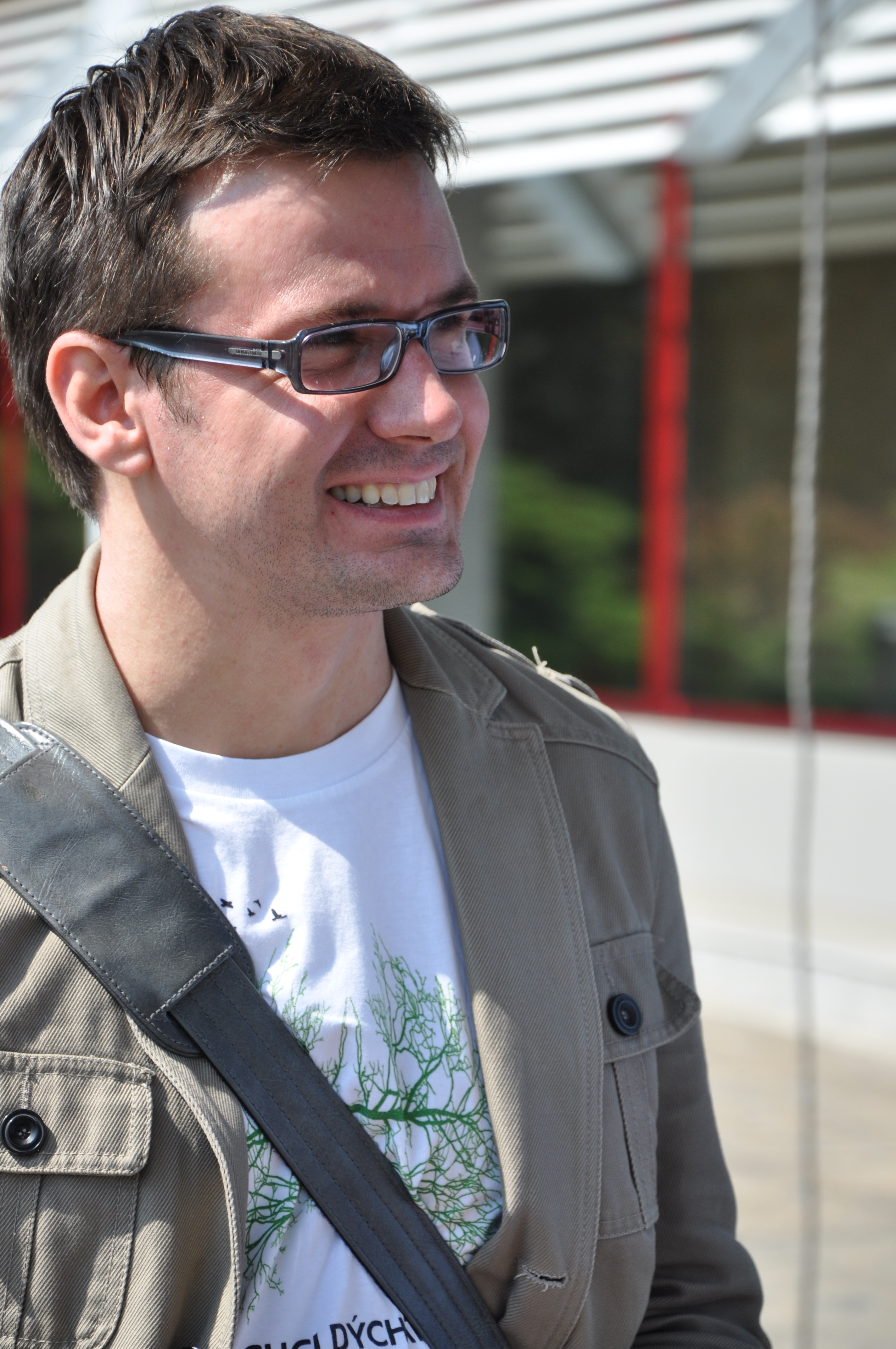
Ondřej Liška (2011)

Ondřej Liška (* 14. Juli 1977 in Brünn, Tschechoslowakei) ist ein tschechischer Politiker der Partei der Grünen (Strana zelených).

## Leben
Liška studierte Politologie und Religionskunde und engagierte sich dann in der internationalen Jugend-Begegnungs- und Religionsarbeit. Er gehörte von 2003 bis 2005 dem Stadtparlament von Brünn an. Ab 2003/2004 arbeitete er als Berater für die Fraktion der Grünen im Europäischen Parlament. 2006 wurde er in das tschechische Abgeordnetenhaus gewählt. Im Dezember 2007 übernahm er, nach dem Rücktritt seiner Parteikollegin Dana Kuchtová, in der Regierung Topolánek das Amt des Ministers für Schule, Jugend und Sport, das er nach dem Sturz der Regierung im Mai 2009 wieder abgab.
Nach dem schlechten Abschneiden der SZ bei den Europawahlen (2,1 %) und dem Rücktritt des Parteivorsitzenden Martin Bursík wurde Liška mit dem übergangsweisen Vorsitz und der Spitzenkandidatur der Grünen für die vorgezogene Parlamentswahl 2009 betraut, die jedoch nach einem negativen Votum des Verfassungsgerichtes gegen die vorzeitige Parlamentsauflösung abgesagt wurden. Auf dem Parteitag im Dezember 2009 wurde Liska mit 170 von 253 Stimmen (bei zwei verbliebenen Gegenkandidaten) als Parteivorsitzender bestätigt und führte die Partei damit auch in die regulären Parlamentswahlen im Frühjahr 2010, bei denen die Grünen mit 2,4 % deutlich den Wiedereinzug ins Parlament verpassten. Dennoch wurde Liska im November 2010 mit 125 von 209 Stimmen im Parteivorsitz bestätigt.